# Mesene lampedo
Mesene lampedo är en fjärilsart som beskrevs av Doubleday 1847. Mesene lampedo ingår i släktet Mesene och familjen Riodinidae. Inga underarter finns listade i Catalogue of Life.